# Prémio Finlandia
O Prémio Finlandia ou Prémio Finlândia (em finlandês:  Finlandia-palkinto) é o prémio literário de maior prestígio da Finlândia. É atribuído anualmente pela Fundação Finlandesa de Livros (Suomen kirjasäätiö) a uma distinguida novela finlandesa. Também é atribuído o prémio Finlandia Junior a um livro de literatura infantojuvenil, e o Tieto-Finlandia a uma obra não-ficcional.
A dotação atual do prémio é de 26000 euros.

## Galardoados com o Prémio Finlandia
| Galardoados com o Prémio Finlandia |                    |                                         |                      |
| Ano                                | Autor              | Título                                  | Promotor             |
| 1984                               | Erno Paasilinna    | Yksinäisyys ja uhma                     |                      |
| 1985                               | Jörn Donner        | Far och son                             |                      |
| 1986                               | Sirkka Turkka      | Tule takaisin, pikku Sheba              |                      |
| 1987                               | Helvi Hämäläinen   | Sukupolveni unta                        |                      |
| 1988                               | Gösta Ågren        | Jär                                     |                      |
| 1989                               | Markku Envall      | Samurai nukkuu                          |                      |
| 1990                               | Olli Jalonen       | Isäksi ja tyttäreksi                    |                      |
| 1991                               | Arto Melleri       | Elävien kirjoissa                       |                      |
| 1992                               | Leena Krohn        | Matemaattisia olioita tai jaettuja unia |                      |
| 1993                               | Bo Carpelan        | Urwind                                  | Kai Laitinen         |
| 1994                               | Eeva Joenpelto     | Tuomari Müller, hieno mies              | Tellervo Koivisto    |
| 1995                               | Hannu Mäkelä       | Mestari                                 | Maria-Liisa Nevala   |
| 1996                               | Irja Rane          | Naurava neitsyt                         | Aki Kaurismäki       |
| 1997                               | Antti Tuuri        | Lakeuden kutsu                          | Lassi Nummi          |
| 1998                               | Pentti Holappa     | Ystävän muotokuva                       | Liisamaija Laaksonen |
| 1999                               | Kristina Carlson   | Maan ääreen                             | Erkki Liikanen       |
| 2000                               | Johanna Sinisalo   | Ennen päivänlaskua ei voi               | Auli Viikari         |
| 2001                               | Hannu Raittila     | Canal Grande                            | Claes Andersson      |
| 2002                               | Kari Hotakainen    | Juoksuhaudantie                         | Lasse Pöysti         |
| 2003                               | Pirkko Saisio      | Punainen erokirja                       | Mervi Kantokorpi     |
| 2004                               | Helena Sinervo     | Runoilijan talossa                      | Jukka Sarjala        |
| 2005                               | Bo Carpelan        | Berg                                    | Paavo Lipponen       |
| 2006                               | Kjell Westö        | Där vi en gång gått                     | Jyrki Nummi          |
| 2007                               | Hannu Väisänen     | Toiset kengät                           | Kaisu Mikkola        |
| 2008                               | Sofi Oksanen       | Puhdistus                               | Pekka Tarkka         |
| 2009                               | Antti Hyry         | Uuni                                    | Tuula Arkio          |
| 2010                               | Mikko Rimminen     | Nenäpäivä                               | Minna Joenniemi      |
| 2011                               | Rosa Liksom        | Hytti nro 6                             | Pekka Milonoff       |
| 2012                               | Ulla-Lena Lundberg | Is                                      | Tarja Halonen        |
| 2013                               | Riikka Pelo        | Jokapäiväinen elämämme                  | Asko Sarkola         |
| 2014                               | Jussi Valtonen     | He eivät tiedä mitä tekevät             |                      |
| 2015                               | Laura Lindstedt    | Oneiron                                 | Hector               |
| 2016                               | Jukka Viikilä      | Akvarelleja Engelin kaupungista         | Baba Lybeck          |
| 2017                               | Juha Hurme         | Niemi                                   | Elisabeth Rehn       |

Em 1985, 1988, 1993, 2005 e 2006, a obra vencedora foi escrita originalmente em língua sueca, e nos outros anos em finlandês.

### Galardoados com o Prémio Finlandia Junior
| Galardoados com o Prémio Finlandia Junior |                                  |                                        |                          |
| Ano                                       | Autor                            | Título                                 | Promotor                 |
| 1997                                      | Alexis Kouros                    | Gondwanan lapset                       |                          |
| 1998                                      | Leena Laulajainen                | Kultamarja ja metsän salaisuudet       |                          |
| 1999                                      | Kari Levola                      | Tahdon                                 |                          |
| 2000                                      | Tomi Kontio                      | Keväällä isä sai siivet                | Riitta Uosukainen        |
| 2001                                      | Kira Poutanen                    | Ihana meri                             | M. A. Numminen           |
| 2002                                      | Raili Mikkanen                   | Ei ole minulle suvannot                | Päivi Lipponen           |
| 2003                                      | Arja Puikkonen                   | Haloo kuuleeko kaupunki                | Kirsti Mäkinen           |
| 2004                                      | Riitta Jalonen                   | Tyttö ja naakkapuu                     | Jukka Kajava             |
| 2005                                      | Tuula Korolainen                 | Kuono kohti tähteä                     | Matti Ranin              |
| 2006                                      | Timo Parvela, Virpi Talvitie     | Keinulauta                             | Jukka Virtanen           |
| 2007                                      | Aino Havukainen et Sami Toivonen | Tatun ja Patun Suomi                   | Inkeri Näätsaari         |
| 2008                                      | Esko-Pekka Tiitinen              | Villapäät                              | Maria Kaisa Aula         |
| 2009                                      | Mari Kujanpää                    | Minä ja Muro                           | Marko Vilhelm Vuoriheimo |
| 2010                                      | Siri Kolu                        | Me Rosvolat                            | Hannu-Pekka Björkman     |
| 2011                                      | Vilja-Tuulia Huotarinen          | Valoa valoa valoa                      | Paula Vesala             |
| 2012                                      | Christel Rönns                   | Det vidunderliga ägget                 | Mari Rantasila           |
| 2013                                      | Kreetta Onkeli                   | Poika joka menetti muistinsa           | Jarno Leppälä            |
| 2014                                      | Maria Turtschaninoff             | Maresi : Punaisen luostarin kronikoita |                          |
| 2015                                      | Nadja Sumanen                    | Rambo                                  | Heikki Harma             |
| 2016                                      | Juuli Niemi                      | Et kävele yksin                        | Baba Lybeck              |
| 2017                                      | Sanna Mander                     | Nyckelknipan                           | Anna Puu                 |

### Galardoados com o Prémio Tieto-Finlandia
| Galardoados com o Prémio Tieto-Finlandia |                                                               | |                        |
| Ano                                      | Autor                                                         | Título | Promotor               |
| 1989                                     | Erik Tawaststjerna                                            | Jean Sibelius 1–5                                                                                                |                        |
| 1990                                     | Markku Löytönen (toim.)                                       | Matka-arkku. Suomalaisia tutkimusmatkailijoita                                                                   |                        |
| 1991                                     | Olli Marttila, Tari Haahtela, Hannu Aarnio, Pekka Ojalainen   | Suomen päiväperhoset                                                                                             |                        |
| 1992                                     | Jukka Salo, Mikko Pyhälä                                      | Amazonia |                        |
| 1993                                     | Erik Wahlström, Tapio Reinikainen, Eeva-Liisa Hallanoro       | Ympäristön tila Suomessa                                                                                         |                        |
| 1994                                     | Heikki Ylikangas                                              | Tie Tampereelle. Dokumentoitu kuvaus Tampereen antautumiseen johtaneista sotatapahtumista Suomen sisällissodassa |                        |
| 1995                                     | Matti Sarmela                                                 | Suomen perinneatlas                                                                                              |                        |
| 1996                                     | Pekka Kivikäs                                                 | Kalliomaalaukset – muinainen kuva-arkistomme                                                                     |                        |
| 1997                                     | Fabian Dahlström, Erkki Salmenhaara, Mikko Heiniö             | Suomen musiikin historia 1–4                                                                                     |                        |
| 1998                                     | Hannu Karttunen                                               | Vanhin tiede. Tähtitiedettä kivikaudesta kuulentoihin                                                            | Leena Palotie          |
| 1999                                     | Kari Enqvist                                                  | Olemisen porteilla                                                                                               |                        |
| 2000                                     | Anu Kantola et al.                                            | Maailman tila ja Suomi                                                                                           |                        |
| 2001                                     | Heikki Paunonen, Marjatta Paunonen                            | Tsennaaks Stadii, bonjaaks slangii. Stadin slangin suursanakirja                                                 |                        |
| 2002                                     | Esko Valtaoja                                                 | Kotona maailmankaikkeudessa                                                                                      | Isä Ambrosius          |
| 2003                                     | Antti Helanterä, Veli-Pekka Tynkkynen                         | Maantieteelle Venäjä ei voi mitään                                                                               | Astrid Gartz           |
| 2004                                     | Elina Sana                                                    | Luovutetut. Suomen ihmisluovutukset Gestapolle                                                                   | Hannu Taanila          |
| 2005                                     | Sami Koski, Mika Rissanen, Juha Tahvanainen                   | Antiikin urheilu                                                                                                 | Kari Raivio            |
| 2005                                     | Jari Leskinen, Antti Juutilainen                              | Jatkosodan pikkujättiläinen                                                                                      | Helena Ranta           |
| 2006                                     | Erkki Tuomioja                                                | Häivähdys punaista                                                                                               | Raimo Väyrynen         |
| 2007                                     | Peter von Bagh                                                | Sininen laulu | Matti Apunen           |
| 2008                                     | Marjo T. Nurminen                                             | Tiedon tyttäret                                                                                                  | Veikko Sonninen        |
| 2009                                     | Henrika Tandefelt                                             | Borgå 1809. Ceremoni och fest                                                                                    | Björn Wahlroos         |
| 2010                                     | Vesa Sirén                                                    | Suomalaiset kapellimestarit                                                                                      | Sinikka Salo           |
| 2011                                     | Soili Stenroos, Teuvo Ahti, Katileena Lohtander, Leena Myllys | Suomen jäkäläopas                                                                                                | Alf Rehn               |
| 2012                                     | Elina Lappalainen                                             | Syötäväksi kasvatetut - Miten ruokasi eli elämänsä                                                               | Janne Virkkunen        |
| 2013                                     | Ville Kivimäki                                                | Murtuneet mielet. Taistelu suomalaissotilaiden hermoista 1939–1945                                               | Maija Tanninen-Mattila |
| 2014                                     | Mirkka Lappalainen                                            | Pohjolan Leijona – Kustaa II Adolf ja Suomi 1611–1632                                                            | Heikki Hellman         |
| 2015                                     | Tapio Tamminen                                                | Kansankodin pimeämpi puoli                                                                                       | Arto Nyberg            |
| 2016                                     | Mari Manninen                                                 | Yhden lapsen kansa - Kiinan salavauvat, pikkukeisarit ja hylätyt tyttäret                                        | Jörn Donner            |
| 2017                                     | Riitta Kylänpää                                               | Pentti Linkola - Ihminen ja legenda                                                                              | Matti Rönka            |